# Артур Анґер
Артур Анґер (фін. Arthur Ahnger, 28 лютого 1886 — 7 грудня 1940) — фінський яхтсмен.
Бронзовий призер Олімпійських Ігор 1912 року в класі 8 метрів.